# Gerswalde

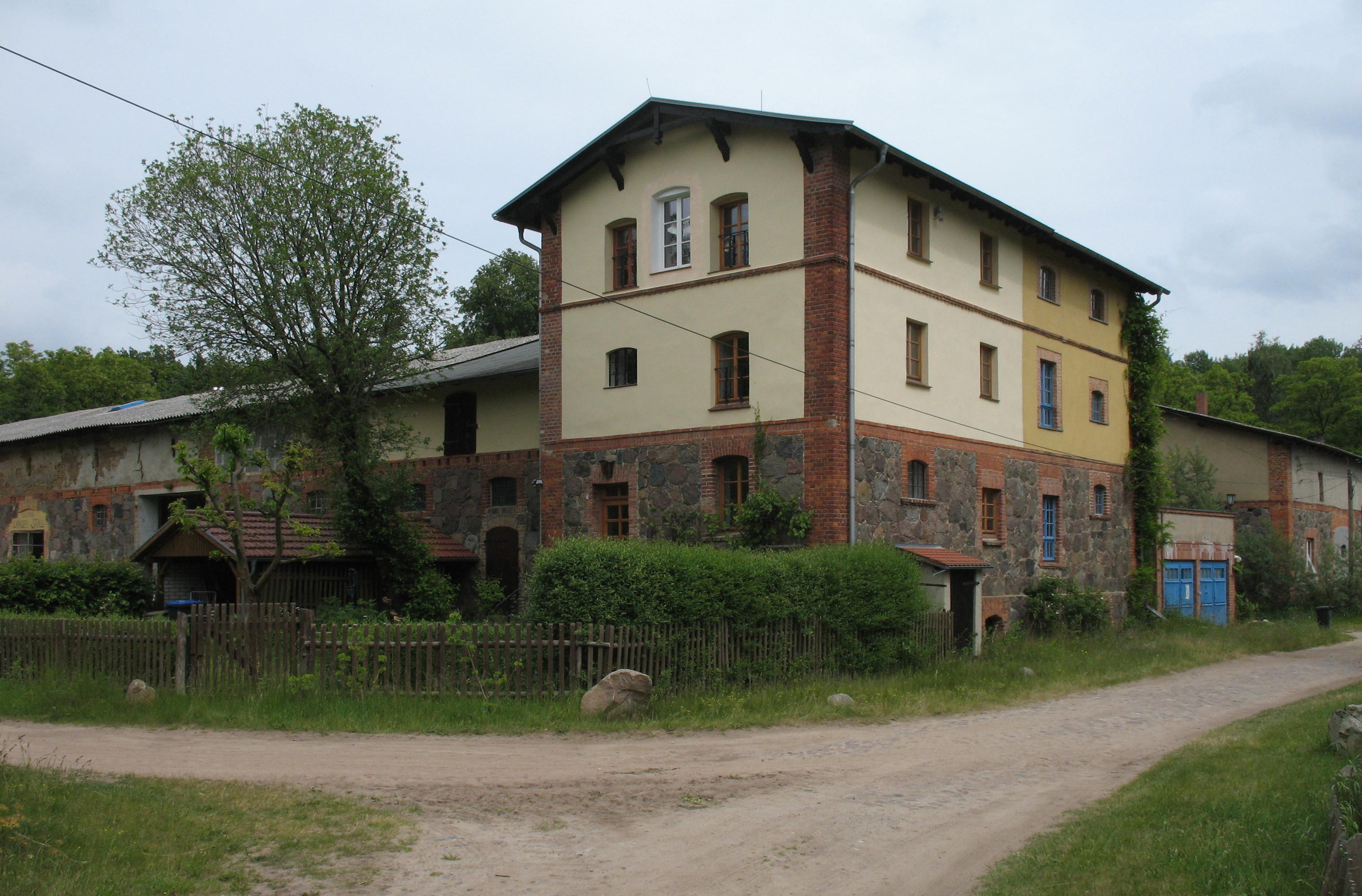
Arnimswalde

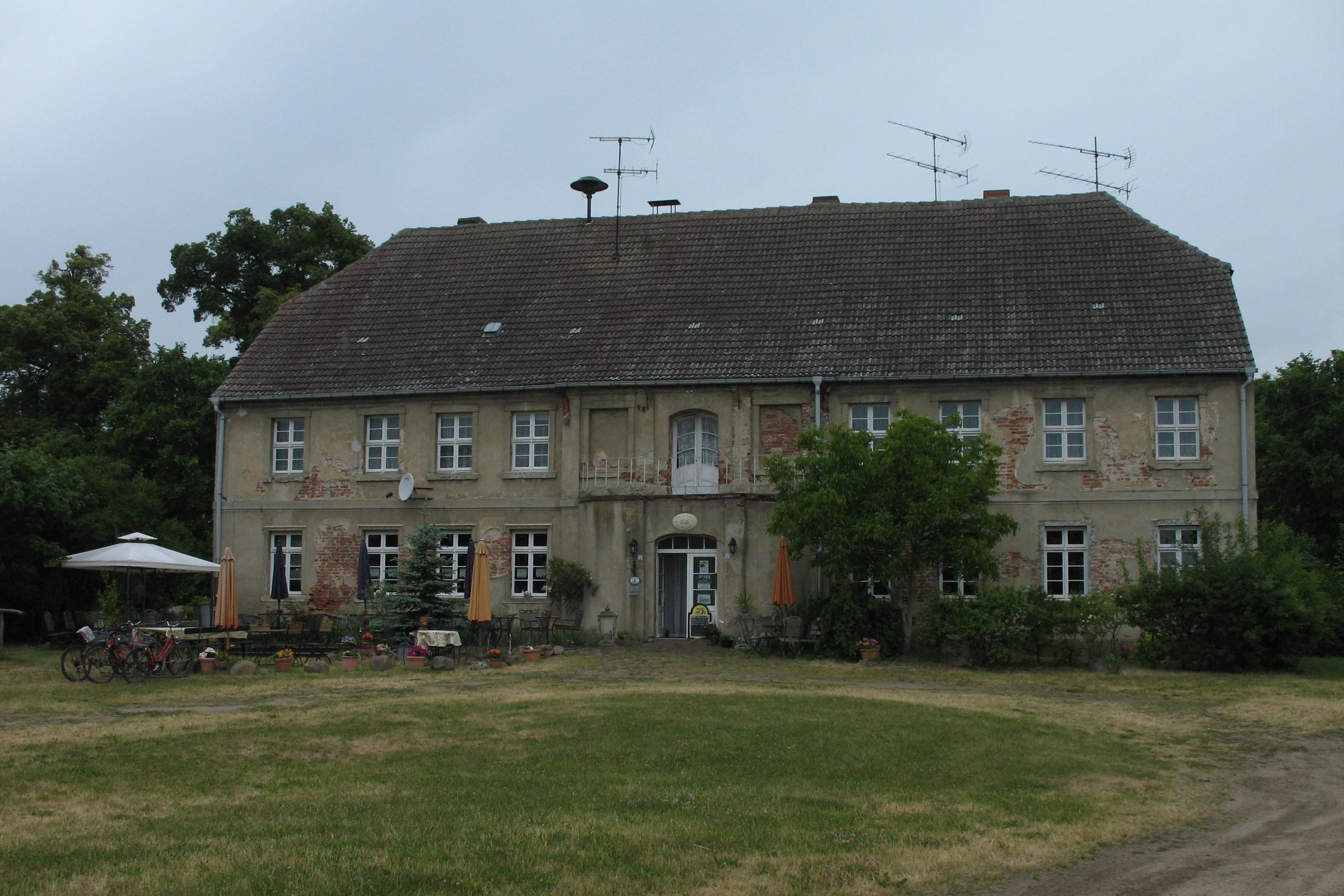
Friedenfelde

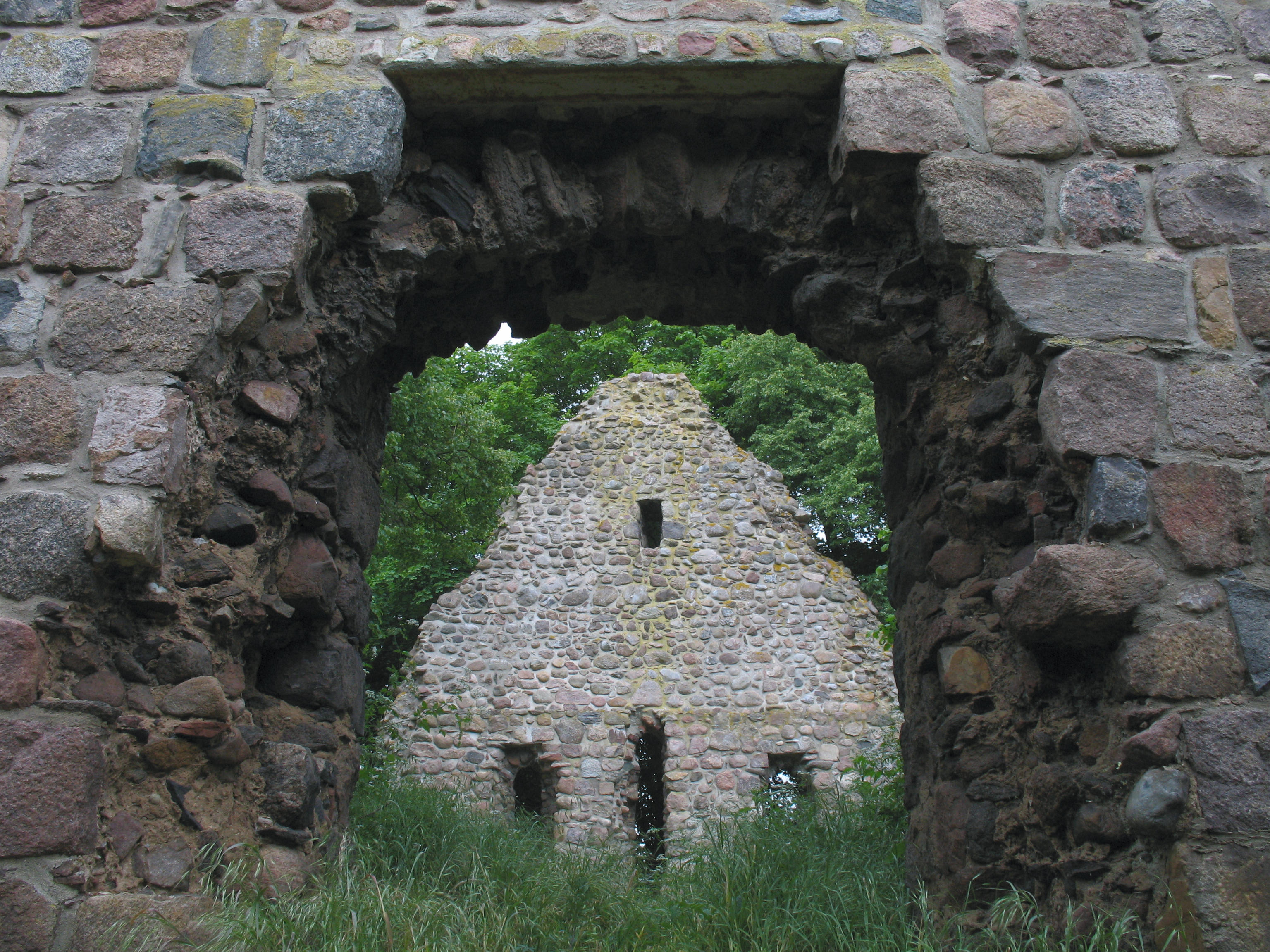
Berkenlatten

Gerswalde là một đô thị ở huyện Uckermark, bang Brandenburg, Đức. Đô thị này có diện tích 96,79 km², dân số thời điểm 31 tháng 12 năm 2006 là 1763 người.